# Jesse Williams (skådespelare)
Jesse Williams, född 5 augusti 1981 i Chicago i Illinois, är en amerikansk skådespelare. Han har bland annat gjort rollen som Markus i Detroit: Become Human. Han har medverkat i filmen Systrar i jeans – Andra sommaren och läst in en ljudbok med titeln What Really Happened in Peru, som är en del av What Really Happened in Peru och utkom 2013.
Hans mor är från Sverige och han har en examen från Temple University.

## Filmografi (urval)
- 2008 – Systrar i jeans – Andra sommaren
- 2009–2018 – Grey's Anatomy (TV-serie)
- 2013 – The Butler
- 2025 – Hotel Costiera (TV-serie)